# Sarandë (stad)
Sarandë ([saɾand(ə)]; bepaalde vorm: Saranda; Grieks: Άγιοι Σαράντα, Agii Saranda, 'heilige veertig'; Italiaans: Santi Quaranta; Turks: Aya Sarandi) is een stad (bashki) aan de Ionische Zeekust in het zuiden van Albanië in de prefectuur Vlorë. De stad telde in 2011 20.000 inwoners; sindsdien groeit de bevolking verder aan. Sarandë is een van de belangrijkste badplaatsen van Albanië. In de enge betekenis omvat de Albanese Rivièra net niet Sarandë, maar uitsluitend de gemeenten Lukovë en Himarë ten noorden ervan. Desondanks wordt de stad geregeld als de belangrijkste aantrekkingspool van dat gebied beschouwd.

## Bestuurlijke indeling
Administratieve componenten (njësitë administrative përbërëse) na de gemeentelijke herinrichting van 2015 (inwoners tijdens de census 2011 tussen haakjes):
Ksamil (2994) • Sarandë (17233).
De stad wordt verder ingedeeld in 6 plaatsen: Çukë, Gjashtë, Ksamil, Metoq, Sarandë, Shelegar.
Sarandë ligt niet ver van de Griekse grens en nog dichter bij het toeristische Griekse eiland Korfoe, en is een belangrijk centrum van de Griekse minderheid in Albanië. Niet ver van de stad ligt de antieke site Butrint, die op de UNESCO-Werelderfgoedlijst is opgenomen.

## Geschiedenis
De plaats heette in de late oudheid Onchesmos, en fungeerde als haven voor het verder inlands gelegen Phoinike. Invloeden van bewoning uit die periode zijn nog zichtbaar in de bouwstijl (met name de stadsmuren) en de lokale folklore (vooral klederdracht en dans).

## Bevolking
In de volkstelling van 2011 telde de (voormalige) gemeente Sarandë 17.233 inwoners, een stijging vergeleken met 15.259 inwoners op 1 april 2001. De bevolking bestaat grotendeels uit etnische Albanezen (67,38 procent), gevolgd door en significante Griekse gemeenschap (8,97 procent) en kleinere aantallen Aroemenen (0,17 procent) en Roma (0,02 procent).
Van de 17.233 inwoners waren er 3.559 tussen de 0 en 14 jaar oud, 11.729 inwoners waren tussen de 15 en 64 jaar oud en 1.945 inwoners waren 65 jaar of ouder.

#### Religie
Sarandë heeft een gemengde religieuze bevolking. Moslims en leden van de Albanees-Orthodoxe Kerk vormen de grootste geloofsgemeenschappen. 
| Religieuze samenstelling in de plaats (bashki) Sarandë | Religieuze samenstelling in de plaats (bashki) Sarandë | Religieuze samenstelling in de plaats (bashki) Sarandë | Religieuze samenstelling in de plaats (bashki) Sarandë | Religieuze samenstelling in de plaats (bashki) Sarandë | Religieuze samenstelling in de plaats (bashki) Sarandë |
| Deelgemeente                                           | Aantal inwoners (census 2011)                          | Islam (%)                                              | Katholieke Kerk in Albanië (%)                         | Albanees-Orthodoxe Kerk (%)                            | Bektashi (%)                                           |
| ------------------------------------------------------ | ------------------------------------------------------ | ------------------------------------------------------ | ------------------------------------------------------ | ------------------------------------------------------ | ------------------------------------------------------ |
| Sarandë                                                | 17.233                                                 | 39,08                                                  | 3,70                                                   | 16,75                                                  | 2,57                                                   |
| Ksamil                                                 | 2.994                                                  | 49,40                                                  | 1,30                                                   | 2,00                                                   | 4,41                                                   |
| Sarandë                                                | 20.227                                                 | 40,61                                                  | 3,34                                                   | 14,57                                                  | 2,84                                                   |

## Toerisme en bezienswaardigheden
Sarandë is zich aan het opmaken voor het massatoerisme. Op veel plaatsen wordt er gebouwd, en de stad bestaat intussen voor een groot deel uit flats en woontorens. Veel toeristen maken vanop Korfoe een uitstapje naar Sarandë en omgekeerd. Vanop Sarandës stranden is de Pandokrator, met zijn 900 meter de hoogste bergtop van het twintig kilometer verderop gelegen eiland, zichtbaar.
Bezienswaardigheden in de stad zijn onder meer:
*De overblijfselen van een van de torentjes van een halfcirkelvormige versterkingsmuur uit de vierde eeuw, die zich in zee bevinden en vanaf Sarandës stranden zijn te zien.
*De blootgelegde resten van een vijfde-eeuws synagogecomplex naast het centrale plein (aan de overkant van de Rruga Vangjel Pando) en het Archeologisch Museum, dat oorspronkelijk speciaal werd gebouwd om een zesde-eeuwse vloermozaïek in te conserveren.

### Bezienswaardigheden in de omgeving
- Butrint, archeologische opgravingen uit de Hellenistische periode op circa 15 kilometer ten zuiden van de stad (nabij Ksamil), is sinds 1992 werelderfgoed.
- Bij Finiq (district Delvinë), ligt de antieke site Phoinike.
- De Byzantijnse Sint-Niklaaskerk in Mesopotam, eveneens in Delvinë, is gewijd aan Nicolaas van Myra.
- Noordoostelijk van Sarandë bevindt zich de azuurblauwe karstbron Syri i Kaltër ('het blauwe oog'), de waterrijkste en bekendste bron van het land.

## Vervoer

### Over land
Er zijn regelmatig busverbindingen met Ioannina, de hoofdstad van de Griekse periferie Epirus, via de grensovergang in Kakavijë in de gemeente Dropull i Sipërm (Gjirokastër). Binnen Griekenland rijden bussen zowel vanuit Ioannina als vanuit Athene naar diezelfde grensovergang, doorgaans staan aan de Albanese zijde minibussen en taxi's klaar. Zuidwestelijker, net ten westen van het grensstadje Konispol, vormt de bergpas Qafë Botë eveneens een grensovergang met Griekenland; er zijn regelmatige busverbindingen tussen Sarandë en de pas via Butrint.
Binnen Albanië zijn er regelmatige (mini)busverbindingen met Delvinë, Gjirokastër, Himarë, Tepelenë, Vlorë en uiteraard Tirana. De laatste verbinding is circa 260 kilometer lang en neemt tot zes uur in beslag.

### Over water
Tussen Korfoe en Sarandë gaat dagelijks een veerboot. Voorts zijn er veerverbindingen met Himarë en met de net ten noorden van de Albanese Rivièra gelegen prefectuurshoofdplaats Vlorë, de derde stad van land.
De haven van Sarandë is qua verkeer van goederen de kleinste van het land (als men de vissers- en jachthaventjes van Himarë en Orikum buiten beschouwing laat): in het jaar 2004 werd er 73.400 ton aan goederen overgeslagen, een volume dat niet te vergelijken is met de hoeveelheden die in Durrës, Vlorë en Shëngjin worden verwerkt.

## Sport
Voetbalclub KS Butrinti Sarandë komt uit in de Kategoria e Parë, de op een na hoogste voetbaldivisie in Albanië. Het team werkt zijn thuiswedstrijden af in het Stadiumi Butrinti, dat plaats biedt aan 5000 toeschouwers.

## Zustersteden
- Korfoe (Griekenland)

## Geboren
- Hasan Tahsini (1811-1881), politicus
- Kiço Mustaqi (1938), politicus
- Luiza Xhuvani (1964), actrice

### Woonachtig in Sarandë
- Ilir Seitaj (1957), schaker